# Tomás Moyano
Tomás Moyano Rodríguez  (Serrada, Valladolid, 15 de diciembre de 1760-Madrid, 11 de junio de 1830) fue un político español.  

## Biografía
Abogado y magistrado, oidor de la Audiencia de Sevilla, al advenimiento de Fernando VII tras la Guerra de la Independencia fue  secretario del Despacho de Gracia y Justicia entre noviembre de 1814 y enero de 1816. Tiene una breve aparición en la obra Memorias de un cortesano de 1815 que forma parte de los Episodios Nacionales de Pérez Galdos. En él se le pone el apodo cómico de "Majaderano".  